# Trixacarus
Trixacarus ist eine Gattung der Milben, deren Vertreter parasitisch auf der Haut leben. Sie zeigen sehr große Ähnlichkeit zu den Grabmilben, der Anus liegt aber dorsal, die Genitalpapille der Weibchen ist lang und schmal. Haftstiele (Prätarsen) sind nur an den vorderen beiden Beinpaaren ausgebildet.
Vertreter der Gattung sind:
- Trixacarus diversus Sellnick 1944: Parasit bei Goldhamster und Ratten, auch als Sarcoptes anacanthos bezeichnet
- Trixacarus caviae Fain, Hovell & Hyatt 1972: Parasit bei Meerschweinchen (Meerschweinchenräude)